# 有効領域
数学の一分野である凸解析において、有効領域（ゆうこうりょういき、英: effective domain）は、定義域の概念を拡張したものである。
ベクトル空間 X が与えられたとき、拡大実数を値域とする凸函数 {\displaystyle f:X\to \mathbb {R} \cup \{\pm \infty \}} は、次で定義される有効領域を持つ：
{\displaystyle \operatorname {dom} f=\{x\in X:f(x)<+\infty \}.\,}
この函数が凹函数である場合、有効領域は次のようになる：
{\displaystyle \operatorname {dom} f=\{x\in X:f(x)>-\infty \}.\,}
有効領域は、函数 {\displaystyle f:X\to \mathbb {R} \cup \{\pm \infty \}} のエピグラフの X の上への射影と等しい。すなわち、次で与えられる。
{\displaystyle \operatorname {dom} f=\{x\in X:\exists y\in \mathbb {R} :(x,y)\in \operatorname {epi} f\}.\,}
凸函数が通常の実数への写像 {\displaystyle f:X\to \mathbb {R} } であるなら、有効領域は通常の定義域と一致する。
函数 {\displaystyle f:X\to \mathbb {R} \cup \{\pm \infty \}} が真凸函数であるための必要十分条件は、f が凸で、f の有効領域が空でなく、すべての {\displaystyle x\in X} に対して {\displaystyle f(x)>-\infty } が成立することである。